# 峯田大介
峯田 大介（みねた だいすけ、1968年10月15日 - ）は、兵庫県三木市出身のフリーテレビプロデューサー。
- 大手芸能プロダクションでのマネージング業を経て、制作会社クリエイティブネクサスにて番組制作後独立。
- テレビ番組、映画の企画制作、他、舞台、音楽制作プロデューサー業へ。

## プロデュース作品

### テレビ
- BSドキュメンタリー（NHK）
- スーパーテレビ情報最前線（日本テレビ）
- 所さんの目がテン!（日本テレビ）
- 24時間テレビ 「愛は地球を救う」（日本テレビ）
- シブスタ S.B.S.T（テレビ東京）
- 火曜ゴールデンワイド（テレビ東京）
- 金曜テレビの星!（TBS）
- 情熱大陸（毎日放送）…『大杉漣(俳優)』『野口聡一(宇宙飛行士)』
- ドスペ!（テレビ朝日）…『飲酒運転〜あの世田谷首都高速トラック炎上事故多元同時再現ドラマ〜2人の幼娘が焼死…法と戦った母親730日』
- すくいず!（テレビ朝日）…『世界ビックリ映像クイズ』
- 世界が驚いたニッポン! スゴ〜イデスネ!!視察団（テレビ朝日）

### 映画
- 冬の幽霊たち ウィンターゴースト（ゆうばり国際ファンタスティック映画祭）ファンタランド大賞受賞作品

### 舞台
- 嗚呼!我が人生に悔いあり（劇団Koni旗揚げ公演、座長：小西博之）

## 人物
- 業界歴は長く、過去に美容師免許を獲得し、CM等のヘアーメイクを行っていた異色経歴の持ち主。
- タレント、俳優に絶大な信頼を受け、芸能プロダクションとの関係も深く、テレビ番組や映画、ドラマ等のキャスティング力も高く評価されている。
- 人脈も多種多様で、芸能界はもとより、文化人、政界に至るまで意外な人物と関係が深い。
- ドキュメンタリー番組に長く関わり、本人のライフワークとしている。
- 性格は温厚そのものだが、心無い者や半端者への対応は冷淡な一面もあり、またその反面、人情深く面倒見が良く、根強いファンは業界内外に多い。
- 車好きの趣味は業界内でも有名で、国内A級ライセンスも所持。タレントから、車関係の相談も多く受けている。
- 近年は表舞台の活動を極力減らし、CM制作、映画制作や舞台制作、音楽企画のフィクサー的作業に従事。
- 執筆活動や青少年問題の講演会など、様々な分野での活動依頼も多く、映像以外の活動範囲を広めている。